# Урожайне (Магжана Жумабаєва район)
Урожа́йне (каз. Урожайное) — село у складі району Магжана Жумабаєва Північноказахстанської області Казахстану. Входить до складу Чистовського сільського округу.
Населення — 19 осіб (2021; 188 у 2009, 280 у 1999, 469 у 1989).
Національний склад станом на 1989 рік:
- росіяни — 48 %
- казахи — 39 %.